# Дом Мусорина-Полежаевой
Дом Мусорина-Полежаевой — памятник архитектуры, расположен в Замоскворечье в Москве по адресу: ул. Бахрушина, д. 21, стр. 4.

## История
Домовладение принадлежало Мусорину Федору Михайловичу — московскому купцу 1-й гильдии, состоявшему в купечестве с 1868 года. Он был видным деятелем московского старообрядчества — попечителем Рогожского Богадельного дома. 2 июля 1867 года им было приобретено данное домовладение, в 1884 году рядом был построен сохранившийся до сегодняшнего дня главный дом, построенный архитектором Максимом Карловичем Геппенером. В 1903 году в этот дом, на третий этаж была перенесена церковь во имя Покрова Богородицы, находившаяся на территории домовладения с 1873 года, которая фактически служила церковью Замоскворецкой старообрядческой общины до 1910 года.
28 марта 1902 года Федор Мусорин подарил своё владение внучке Марии Михайловне Полежаевой. В 1920-х здание было превращено в коммуналку.